# Desire (Years & Years)
"Desire" is een single van de Britse elektronische muziektrio Years & Years. De single kwam uit in Engeland als muziekdownload op 23 november 2014 door Polydor Records. "Desire" is geschreven door Years & Years en Kid Harpoon en piekte op de 22e plaats in de Engelse hitlijsten. Een remix-versie van "Desire" verscheen op 4 maart 2016 samen met Tove Lo. Deze versie werd in Nederland geen hit, maar wel in Vlaanderen en het Verenigd Koninkrijk.
De bijhorende videoclip verscheen op 4 november 2014 op het YouTube-kanaal van Years & Years.

## Tracklijst
| Nr. | Titel  | Duur |
| --- | ------ | ---- |
| 1.  | Desire | 3:27 |

| Nr. | Titel                         | Duur |
| --- | ----------------------------- | ---- |
| 1.  | Desire (Tourist Dub remix)    | 5:06 |
| 2.  | Desire (Rainer + Grimm remix) | 4:45 |
| 3.  | Desire (Zac Samuel remix)     | 3:01 |
| 4.  | Memo                          | 3:22 |

| Nr. | Titel  | Duur |
| --- | ------ | ---- |
| 1.  | Desire | 3:25 |
| 2.  | Memo   | 3:22 |

| Nr. | Titel                | Duur |
| --- | -------------------- | ---- |
| 1.  | Desire (met Tove Lo) | 3:23 |

## Hitnoteringen

### Nederlandse Top 40
| Hitnotering: 05-09-2015 t/m 02-01-2016 | Hitnotering: 05-09-2015 t/m 02-01-2016 | Hitnotering: 05-09-2015 t/m 02-01-2016 | Hitnotering: 05-09-2015 t/m 02-01-2016 | Hitnotering: 05-09-2015 t/m 02-01-2016 | Hitnotering: 05-09-2015 t/m 02-01-2016 | Hitnotering: 05-09-2015 t/m 02-01-2016 | Hitnotering: 05-09-2015 t/m 02-01-2016 | Hitnotering: 05-09-2015 t/m 02-01-2016 | Hitnotering: 05-09-2015 t/m 02-01-2016 | Hitnotering: 05-09-2015 t/m 02-01-2016 | Hitnotering: 05-09-2015 t/m 02-01-2016 | Hitnotering: 05-09-2015 t/m 02-01-2016 | Hitnotering: 05-09-2015 t/m 02-01-2016 | Hitnotering: 05-09-2015 t/m 02-01-2016 | Hitnotering: 05-09-2015 t/m 02-01-2016 | Hitnotering: 05-09-2015 t/m 02-01-2016 | Hitnotering: 05-09-2015 t/m 02-01-2016 | Hitnotering: 05-09-2015 t/m 02-01-2016 | Hitnotering: 05-09-2015 t/m 02-01-2016 | Hitnotering: 05-09-2015 t/m 02-01-2016 |
| Week:                                  | 1                                      | 2                                      | 3                                      | 4                                      | 5                                      | 6                                      | 7                                      | 8                                      | 9                                      | 10                                     | 11                                     | 12                                     | 13                                     | 14                                     | 15                                     | 16                                     | 17                                     | 18                                     |                                        |                                        |
| -------------------------------------- | -------------------------------------- | -------------------------------------- | -------------------------------------- | -------------------------------------- | -------------------------------------- | -------------------------------------- | -------------------------------------- | -------------------------------------- | -------------------------------------- | -------------------------------------- | -------------------------------------- | -------------------------------------- | -------------------------------------- | -------------------------------------- | -------------------------------------- | -------------------------------------- | -------------------------------------- | -------------------------------------- | -------------------------------------- | -------------------------------------- |
| Positie:                               | 39                                     | 32                                     | 33                                     | 38                                     | 30                                     | 33                                     | 33                                     | 32                                     | 29                                     | 22                                     | 26                                     | 26                                     | 29                                     | 29                                     | 30                                     | 31                                     | 38                                     | 40                                     | uit                                    |                                        |

### NederlandseSingle Top 100
| Hitnotering: 05-09-2015 t/m 30-01-2016 | Hitnotering: 05-09-2015 t/m 30-01-2016 | Hitnotering: 05-09-2015 t/m 30-01-2016 | Hitnotering: 05-09-2015 t/m 30-01-2016 | Hitnotering: 05-09-2015 t/m 30-01-2016 | Hitnotering: 05-09-2015 t/m 30-01-2016 | Hitnotering: 05-09-2015 t/m 30-01-2016 | Hitnotering: 05-09-2015 t/m 30-01-2016 | Hitnotering: 05-09-2015 t/m 30-01-2016 | Hitnotering: 05-09-2015 t/m 30-01-2016 | Hitnotering: 05-09-2015 t/m 30-01-2016 | Hitnotering: 05-09-2015 t/m 30-01-2016 | Hitnotering: 05-09-2015 t/m 30-01-2016 | Hitnotering: 05-09-2015 t/m 30-01-2016 | Hitnotering: 05-09-2015 t/m 30-01-2016 | Hitnotering: 05-09-2015 t/m 30-01-2016 | Hitnotering: 05-09-2015 t/m 30-01-2016 | Hitnotering: 05-09-2015 t/m 30-01-2016 | Hitnotering: 05-09-2015 t/m 30-01-2016 | Hitnotering: 05-09-2015 t/m 30-01-2016 | Hitnotering: 05-09-2015 t/m 30-01-2016 | Hitnotering: 05-09-2015 t/m 30-01-2016 | Hitnotering: 05-09-2015 t/m 30-01-2016 | Hitnotering: 05-09-2015 t/m 30-01-2016 |
| Week:                                  | 1                                      | 2                                      | 3                                      | 4                                      | 5                                      | 6                                      | 7                                      | 8                                      | 9                                      | 10                                     | 11                                     | 12                                     | 13                                     | 14                                     | 15                                     | 16                                     | 17                                     | 18                                     | 19                                     | 20                                     | 21                                     | 22                                     |                                        |
| -------------------------------------- | -------------------------------------- | -------------------------------------- | -------------------------------------- | -------------------------------------- | -------------------------------------- | -------------------------------------- | -------------------------------------- | -------------------------------------- | -------------------------------------- | -------------------------------------- | -------------------------------------- | -------------------------------------- | -------------------------------------- | -------------------------------------- | -------------------------------------- | -------------------------------------- | -------------------------------------- | -------------------------------------- | -------------------------------------- | -------------------------------------- | -------------------------------------- | -------------------------------------- | -------------------------------------- |
| Positie:                               | 84                                     | 65                                     | 60                                     | 56                                     | 54                                     | 49                                     | 47                                     | 39                                     | 36                                     | 32                                     | 34                                     | 44                                     | 41                                     | 43                                     | 42                                     | 57                                     | 71                                     | 80                                     | 40                                     | 55                                     | 69                                     | 72                                     | uit                                    |

## Releasedata
| Land                | Releasedatum      | Formaat        | Label      |
| ------------------- | ----------------- | -------------- | ---------- |
| Verenigd Koninkrijk | 23 november 2014  | Muziekdownload | Polydor    |
| Verenigd Koninkrijk | 24 november 2014  | 7" single      | Polydor    |
| Verenigde Staten    | 29 september 2015 | Radio          | Interscope |